# دي جي سويفل
جوردن يانغ (Jordan young) و يعرف أكثر باسم دي جي سويفل (DJ swivel)  هو منتج موسيقى و مازج أغاني و مهندس صوت و دي جي كندي فائز بجائزة غرامي ولد في 14 ديسمبر 1984. أفضل ما يعرف به هو عمله كمنتج أغاني لدي بيونسي (بالإنجليزية: Beyonce)‏ إضافة لعمله لدي عدد أخر من المغنين المعروفين مثل جاي زي (بالإنجليزية: Jay_Z)‏ و كانيو ويست (بالإنجليزية: kanye west)‏ و فابلوس (بالإنجليزية: fabulous)‏ و جاي شون (بالإنجليزية: jay Sean)‏ .والدته هي «كرسيتني بينتلي» (بالإنجليزية: Christine Bentley)‏ و تعمل كمقدمة أخبار في قناة تورنتو الكندية.جاء فوزه بجائزة الغرامي سنة 2013 عن عمله في أغنية بيونسي (بالإنجليزية: love in top)‏ و ذلك في فئة أفضل أداء R&B تقليدي (بالإنجليزية: best traditional R&B performance)‏ .كما فاز سنة 2017 بجائزة غرامي أخرى عن فئة أفضل إنتاج راقص (بالإنجليزية: best dance recording)‏ لأجل قيامه بمزج أغنية (بالإنجليزية: don't let me down)‏ لثنائي الدي جي ذا شينسموكرز (بالإنجليزية: the chaimsmokers)‏ .

## روابط خارجية
- دي جي سويفل على موقع ميوزك برينز (الإنجليزية)
- دي جي سويفل على موقع أول ميوزيك (الإنجليزية)
- دي جي سويفل على موقع ديسكوغز (الإنجليزية)
- دي جي سويفل على موقع ديسكوغز (الإنجليزية)